# Wortham (Texas)
Wortham è un centro abitato degli Stati Uniti d'America situato nella contea di Freestone dello Stato del Texas.
La popolazione era di 1.073 persone al censimento del 2010.

## Geografia fisica
Secondo lo United States Census Bureau, ha un'area totale di 2,0 miglia quadrate (5,2 km²). Wortham si trova vicino al punto più alto tra Dallas e Houston, nelle vicinanze delle Tehuacana Hills.

## Società

### Evoluzione demografica
Secondo il censimento del 2000, c'erano 1.082 persone, 428 nuclei familiari e 278 famiglie residenti nella città. La densità di popolazione era di 545,9 persone per miglio quadrato (211,0/km²). C'erano 479 unità abitative a una densità media di 241,7 per miglio quadrato (93,4/km²). La composizione etnica della città era formata dal 79,94% di bianchi, il 17,84% di afroamericani, lo 0,65% di nativi americani, l'1,20% di altre razze, e lo 0,37% di due o più etnie. Ispanici o latinos di qualunque razza erano il 2,77% della popolazione.
C'erano 428 nuclei familiari di cui il 35,0% aveva figli di età inferiore ai 18 anni, il 46,3% erano coppie sposate conviventi, il 15,7% aveva un capofamiglia femmina senza marito, e il 35,0% erano non-famiglie. Il 32,0% di tutti i nuclei familiari erano individuali e il 17,5% aveva componenti con un'età di 65 anni o più che vivevano da soli. Il numero di componenti medio di un nucleo familiare era di 2,45 e quello di una famiglia era di 3,12.
La popolazione era composta dal 28,4% di persone sotto i 18 anni, il 7,1% di persone dai 18 ai 24 anni, il 25,8% di persone dai 25 ai 44 anni, il 20,4% di persone dai 45 ai 64 anni, e il 18,3% di persone di 65 anni o più. L'età media era di 36 anni. Per ogni 100 femmine c'erano 80,6 maschi. Per ogni 100 femmine dai 18 anni in giù, c'erano 72,2 maschi.
Il reddito medio di un nucleo familiare era di 23.988 dollari, e quello di una famiglia era di 35.625 dollari. I maschi avevano un reddito medio di 26.094 dollari contro i 18.098 dollari delle femmine. Il reddito pro capite era di 14.269 dollari. Circa il 14,7% delle famiglie e il 18,1% della popolazione erano sotto la soglia di povertà, incluso il 22,1% di persone sotto i 18 anni e il 17,1% di persone di 65 anni o più.